# Musée des forges de Brocas
Le musée des forges de Brocas est un musée situé à Brocas, dans le département des Landes, en Nouvelle-Aquitaine. Il est implanté sur le site des anciennes forges de Brocas, exactement dans l'ancienne minoterie installée en bord d'Estrigon, près du haut-fourneau. 

## Histoire
Le musée est fondé en 1989, 85 ans après la fermeture définitive des forges, afin de « garder en mémoire » l’histoire des forges et de ceux qui y ont travaillé.

## Collections
Une exposition présente les différentes productions en fonte moulée, issues des forges de Brocas. Les objets issus des forges de Brocas sont reconnaissables à leur marque de fabrique déposée en forme de pomme de pin. Le musée diffuse également une vidéo sur les techniques de moulage.

Quelques objets exposés au musée
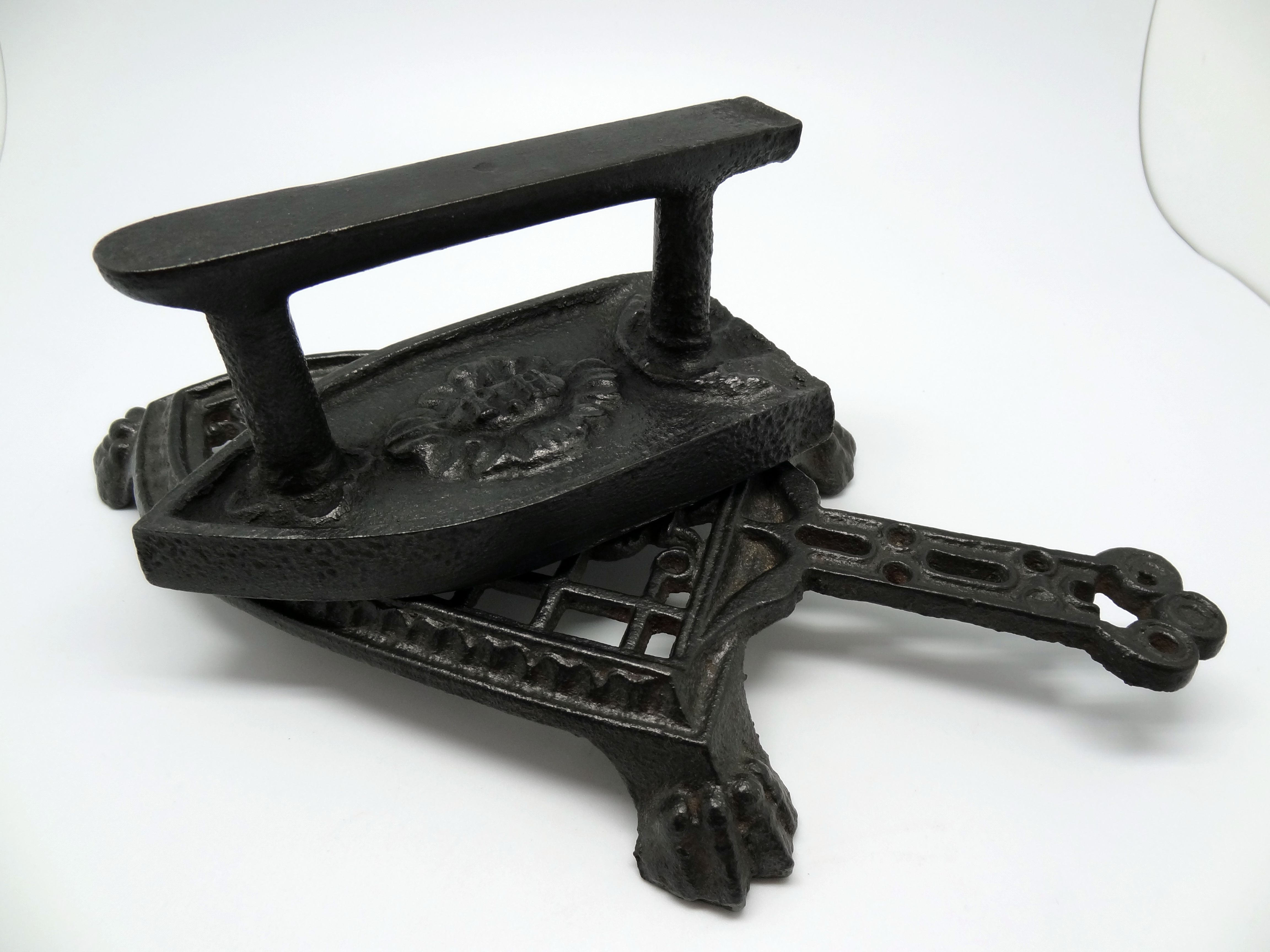
Fer à repasser en fonte sur son support
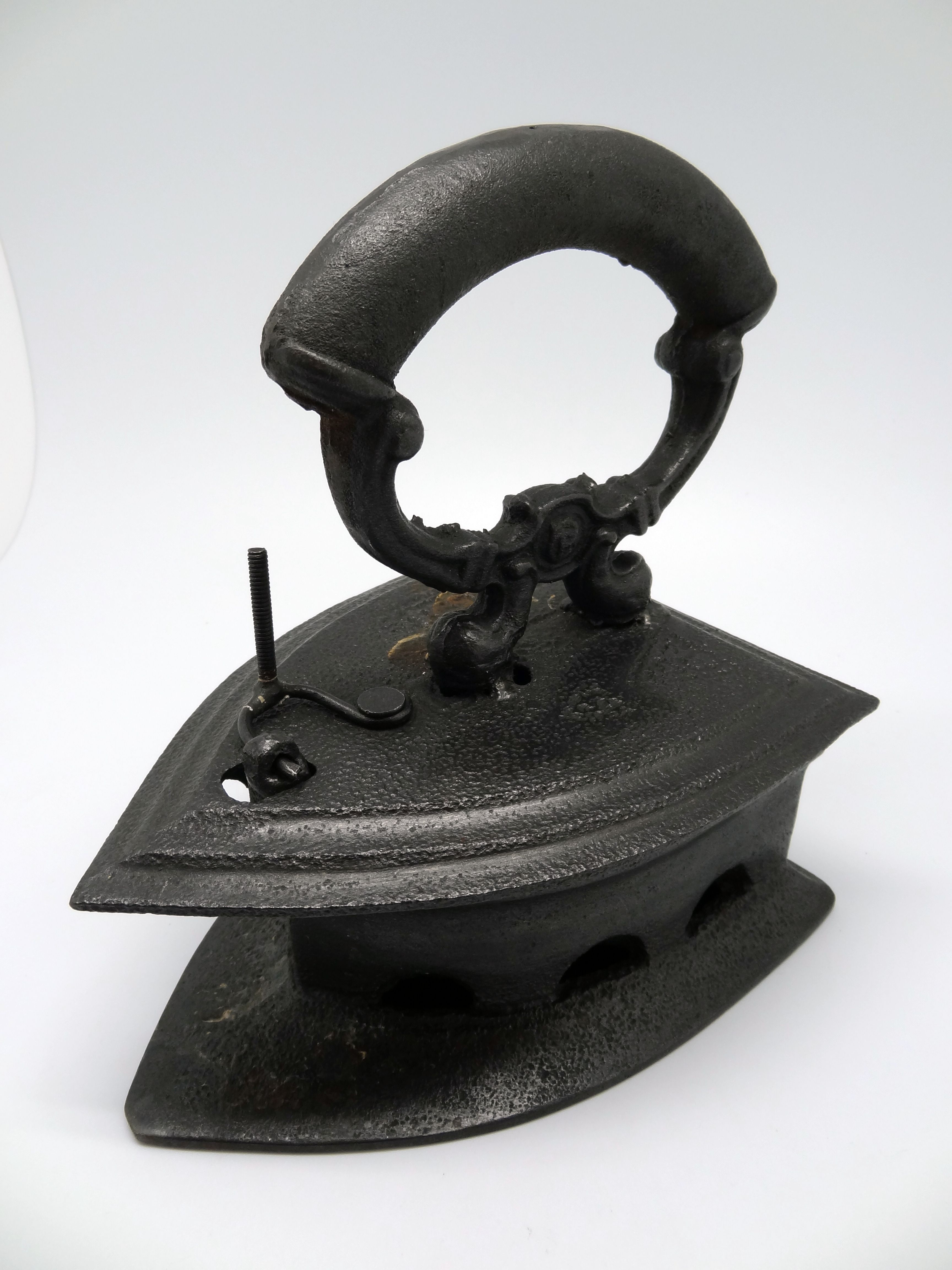
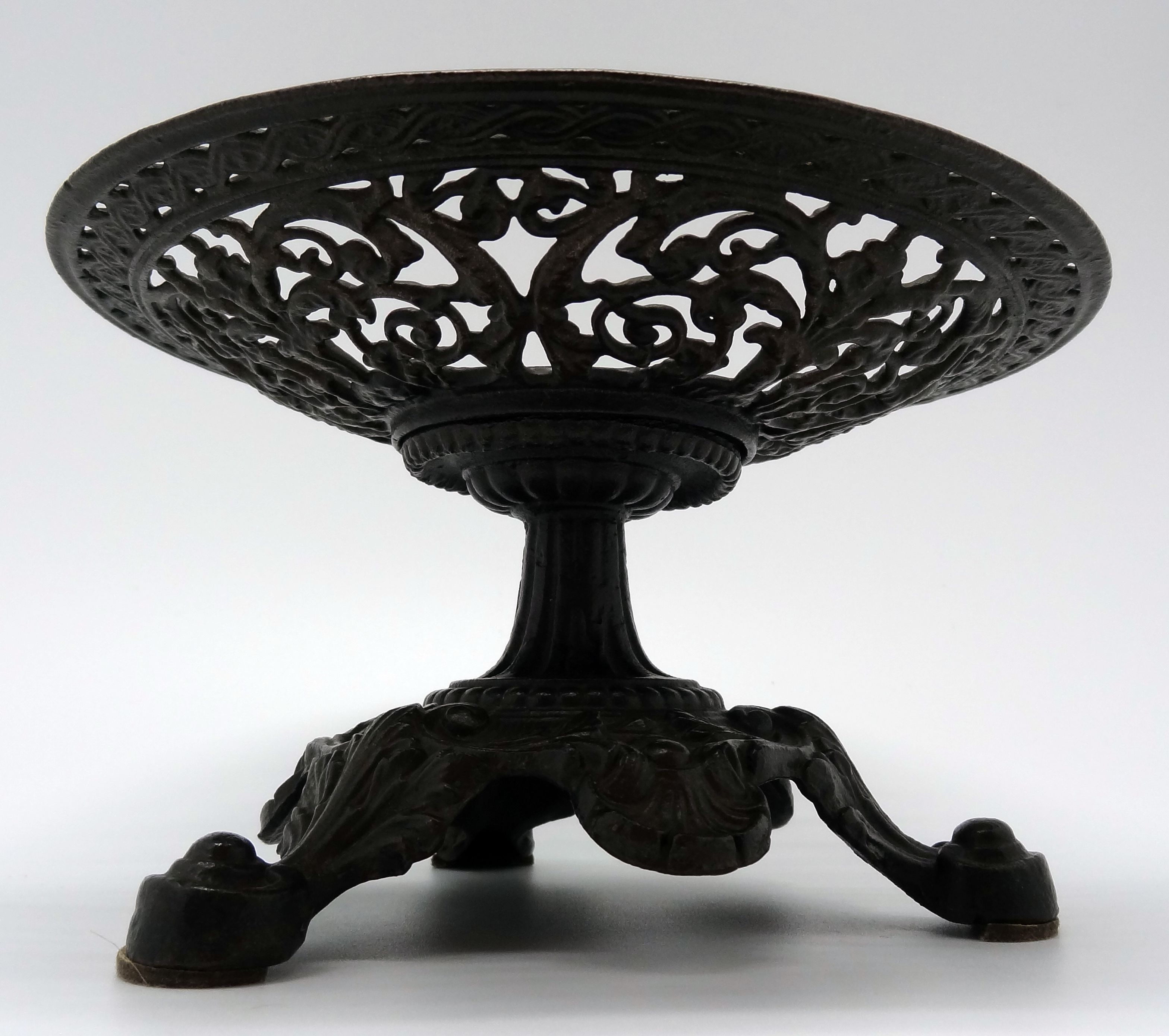
Coupe à fruits en fonte
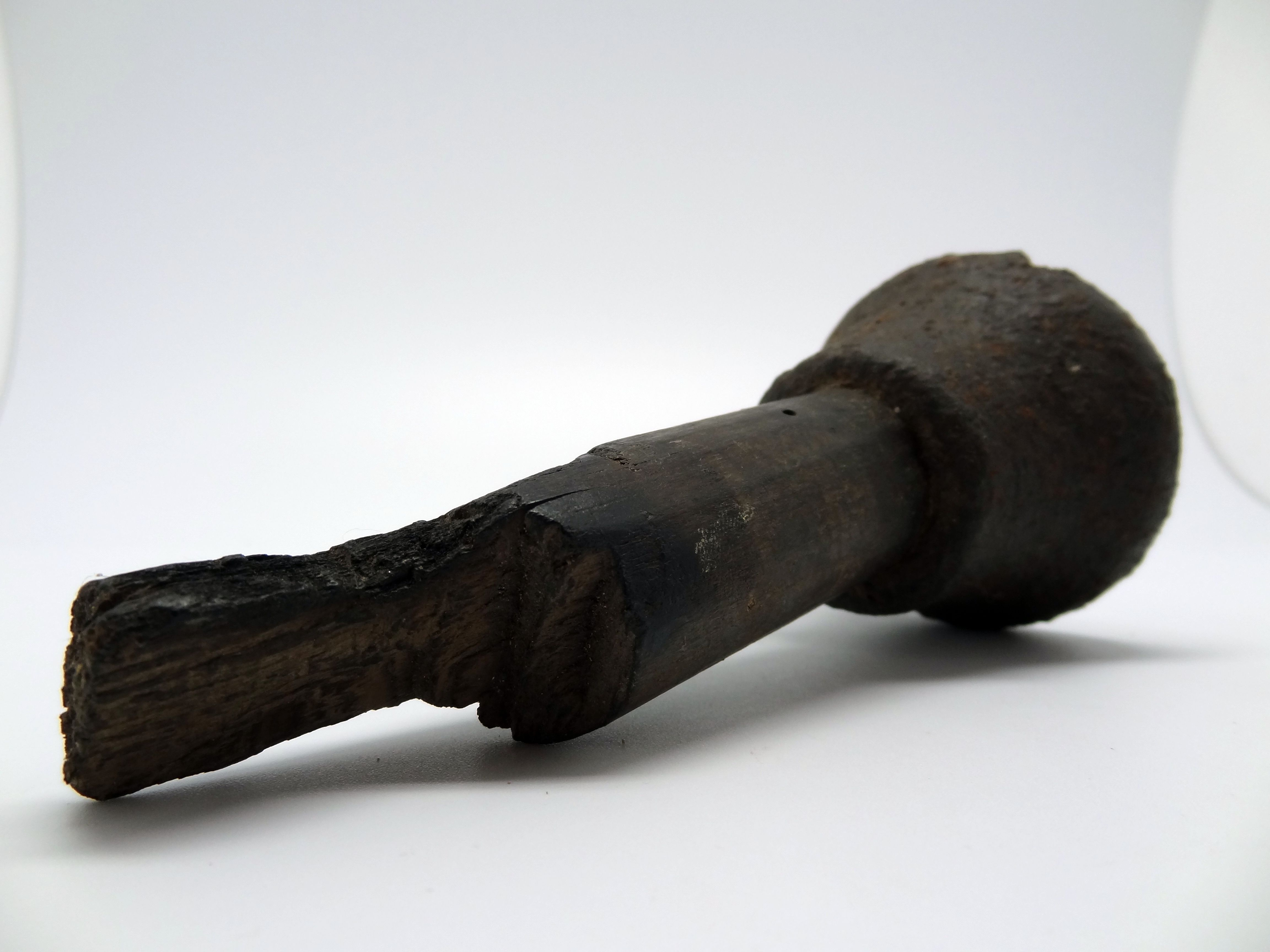
Pilette